# Duruma (Sprache)

Verbreitungsgebiet Kwale County.

Duruma, Eigenbezeichnung Chiduruma, auch bekannt als Kiduruma, ist eine ostafrikanische Sprache des Volkes der Duruma in Kenia. Sie gehört zur Sprachfamilie der Bantusprachen.
Die Duruma, pejorativ auch Wanyika, leben im Kwale County, 2009 wurde die Zahl der Sprecher mit 397.000 angegeben. Die lexikalische Ähnlichkeit wird zu 74 % mit Chidigo (ISO-639-3 dig) und zu 66 % mit Kiswahili (ISO-639-3 swh) angegeben.